# Деј ла Бар
Деј ла Бар (фр. Deuil-la-Barre) град је у Француској у Париском региону, у департману Долина Оазе.
По подацима из 2007. године број становника у месту је био 21.425, а густина насељености је износила 5698 становника/км².

## Демографија
| 1962.  | 1968.  | 1975.  | 1982.  | 1990.  | 1999.  | 2006.  | 2011.  |
| ------ | ------ | ------ | ------ | ------ | ------ | ------ | ------ |
| 13.681 | 15.613 | 15.689 | 16.387 | 19.062 | 20.160 | 21.230 | 21.638 |

## Партнерски градови
- Франкфурт на Мајни
- Вац